# Fouad Hamada
Fouad Hamada (* 23. September 1996) ist ein algerischer Leichtathlet, der im Sprint und im Mittelstreckenlauf an den Start geht.

## Sportliche Laufbahn
Erste internationale Erfahrungen sammelte Fouad Hamada im Jahr 2023, als er bei den Panarabischen Spielen in Algier in 46,54 s den sechsten Platz im 400-Meter-Lauf belegte und mit der algerischen 4-mal-400-Meter-Staffel in 3:02,84 min die Goldmedaille gewann. Im Jahr darauf schied er bei den Afrikaspielen in Accra mit 48,37 s in der ersten Runde über 400 Meter aus und belegte mit der Staffel in 3:08,08 min den siebten Platz.
2022 wurde Hamada algerischer Meister im 800-Meter-Lauf.

## Persönliche Bestleistungen
- 400 Meter: 46,54 s, 5. Juli 2023 in Algier
- 800 Meter: 1:47,04 min, 1. August 2022 in Dély Ibrahim